# شورش آلپوجاراس (۱۵۰۱-۱۴۹۹)
شورش آلپوجاراس (انگلیسی: Rebellion of the Alpujarras) مجموعه‌ای از قیام‌های جمعیت مسلمان پادشاهی گرانادا، تاج کاستیا (قبلاً، امیرنشین غرناطه علیه حاکمان کاتولیک آنها بود. آنها در سال ۱۴۹۹ در شهر گرانادا در پاسخ به تغییر اجباری دین جمعیت مسلمان به مذهب کاتولیک آغاز شدند، که به عنوان نقض پیمان گرانادا (۱۴۹۱) تعبیر شد.